# 308 Łotewska Dywizja Strzelecka
308 Łotewska Dywizja Strzelecka odznaczona Orderem Czerwonego Sztandaru (łot. 308. latviešu strēlnieku divīzija, ros. 308-я стрелковая Латышская Краснознамённая дивизия) – związek taktyczny Armii Czerwonej działający pod koniec II wojny światowej.
308 Dywizja Strzelecka została sformowana w czerwcu 1944 r. w miejscowości Gorki na bazie 1 Łotewskiego Rezerwowego Pułku Piechoty. Na jej czele stał gen.-mjr Valdemārs Dambergs, a jego zastępcą i szefem sztabu był płk M. Kalnins. Składała się częściowo z Łotyszy, a częściowo z przedstawicieli innych narodów zamieszkujących ZSRR. Liczyła ponad 7,3 tys. żołnierzy. 7 lipca osiągnęła gotowość bojową. Była ostatnią "narodowościową" formacją Armii Czerwonej utworzoną podczas II wojny światowej. Została podporządkowana 130 Łotewskiemu Korpusowi Strzeleckiemu wchodzącemu w skład 22 Armii, a następnie 67 Armii. 308 DStrz. do końca wojny walczyła na obszarze Łotwy w rejonie Aiviekstes, Krustpilis, Olaines, Dziukstes, Blīdenes.

## Skład organizacyjny
W momencie utworzenia 308 DStrz. miała na uzbrojeniu ponad 4,1 tys. karabinów ręcznych, ponad 1,7 tys. pistoletów maszynowych, 244 lekkie karabiny maszynowe, 81 ciężkich karabinów maszynowych, 54 moździerze 50 mm, 54 moździerze 82 mm i 18 moździerzy 120 mm, 36 działek przeciwpancernych 45 mm, 44 działa i haubice polowe 76 mm, 12 haubic 122 mm.
W jej skład wchodziły:
- 319 Pułk Strzelecki
- 323 Pułk Strzelecki
- 355 Pułk Strzelecki
- 677 Pułk Artylerii
- 377 Batalion Przeciwpancerny
- 309 Batalion Saperów
- 326 Batalion Medyczny
- 899 Batalion Łączności